# Dioscorea carpomaculata
Dioscorea carpomaculata là một loài thực vật có hoa trong họ Dioscoreaceae. Loài này được O.Téllez & B.G.Schub. mô tả khoa học đầu tiên năm 1991.